# Petrov Gaj
Petrov Gaj (szerbül: Петров Гај), falu Bosznia-Hercegovinában, Bosanska krajina területén, Prijedor községben, a Szerb Köztársaságban. 

## Fekvése
Bosznia-Hercegovina északnyugati részén, a Potkozarje területén, Banja Lukától légvonalban 32, közúton 42 km-re északnyugatra, községközpontjától légvonalban 12, közúton 14 km-re délkeletre, 150 – 200 méteres tengerszint feletti magasságban, a Saničani-tótól keletre elterülő síkságon fekszik. Több településrészből áll. Áthalad rajta a Prijedor – Banja Luka vasútvonal.

## Népessége
| Nemzetiségi csoport | Népesség 1991 | Népesség 2013 |
| ------------------- | ------------- | ------------- |
| Szerb               | 1020          | 876           |
| Bosnyák             | 9             | 9             |
| Horvát              | 2             | 2             |
| Jugoszláv           | 16            | 0             |
| Egyéb               | 4             | 9             |
| Összesen            | 1051          | 896           |

## Története
A falut az első világháború végéig Hadžimehtićinek hívták, majd 1921-ben Péter király tiszteletére a Petrov Gaj nevet kapta. A második világháború során a Független Horvát Állam visszaadta a falunak az eredeti nevét, azonban a háború után a kommunista hatóságok jóvoltából ismét a Petrov Gaj nevet kapta. Ugyanez a névváltozás a boszniai háború alatt is megismétlődött. Kozarac egykori papja, Simeon Stojanović feljegyzései szerint a falunak egykor fatemploma volt, amely a mai templom megépüléséig szolgálta a hívek szükségleteit.
A település 1878-ig tartozott az Oszmán Birodalomhoz, ekkor a berlini kongresszus határozata alapján az Osztrák-Magyar Monarchia része lett. 1879-ben az első osztrák-magyar népszámlálás során a Prijedori járáshoz és Kozarac községhez tartozó településnek 72 háztartása és 376 ortodox lakosa volt.1910-ben a Kozaraci járáshoz tartozó településen 91 háztartást, 525 ortodox szerb és 1 katolikus lakost találtak.
A monarchia szétesésével 1918-ban előbb a Szerb-Horvát-Szlovén Királyság, majd 1929-től a Jugoszláv Királyság része. 1921-ben a községnek 100 háztartása és 520 lakosa volt. Jugoszlávia megszállása után a falu a Független Horvát Állam (NDH) része lett. 1942. január 16-án a krajnai 2. NOP-különítmény 3. zászlóaljának egyik százada elfoglalta és felgyújtotta a falu vasútállomását (a Prijedor - Banja Luka vasútvonalon), és elfogott egy szakasznyi horvát honvédet.
1945-től a település a szocialista Jugoszlávia része volt, az 1963-ig Omarska községhez tartozott. A boszniai háború idején a település a Boszniai Szerb Köztársaság része volt. 
A daytoni békeszerződést követő területfelosztásnál a település Prijedor község részeként a Szerb Köztársaság területéhez került.

## Nevezetességei
Osztrogi Szent Vaszilij tiszteletére szentelt pravoszláv temploma